# 다니엘

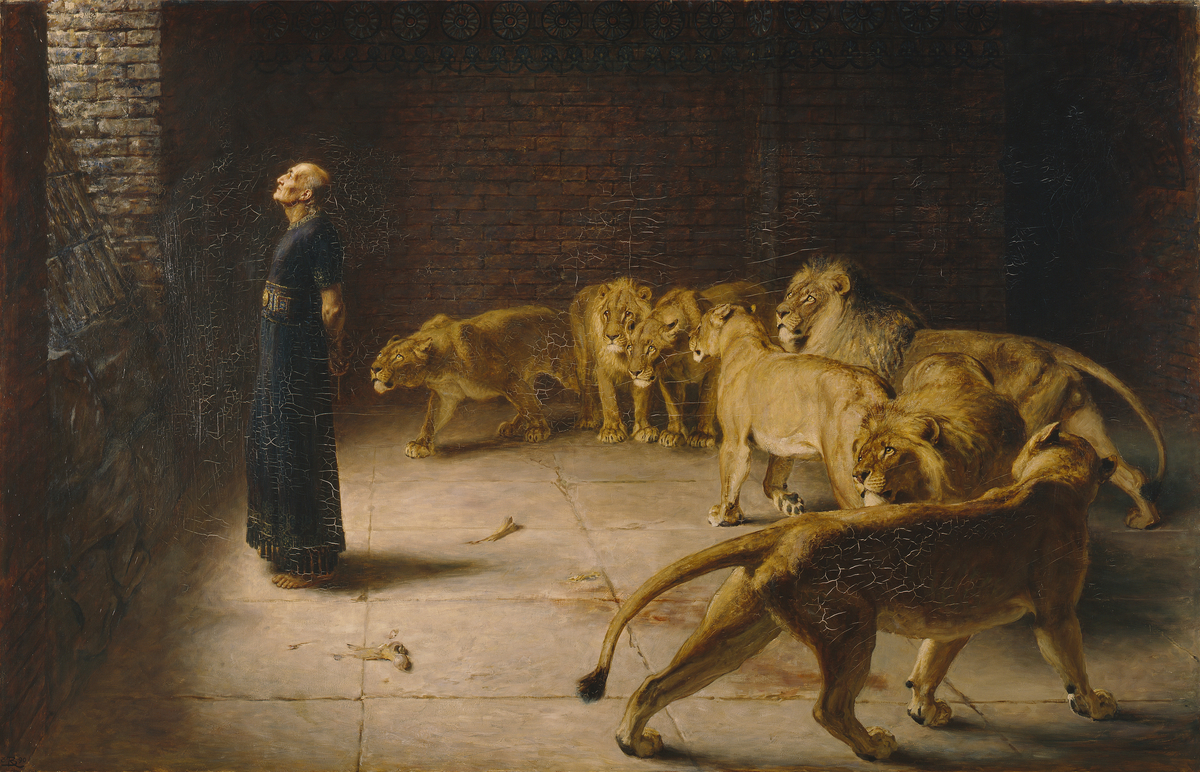
다니엘이 임금에게 한 응답 (Briton Rivière, R.A.) 1840년~1920년, 맨체스터 시 미술관

다니엘(히브리어: דָּנִיּאֵל Dāniyyêl 페르시아어: دانيال, داني; 아랍어: دانيال)은 구약성경의 다니엘서에 등장하는 유대인이다.
기원전 605년에 예루살렘을 함락시킨 바빌론의 느부갓네살 왕은 자신의 행정 관리를 양성하기 위해 유대인의 왕족과 귀족 가운데 용모가 아름답고 지혜와 지식이 풍부한 소년들을 골라 칼데아어를 배우게 하였다.
벨테샤트르(Belteshazzar)로 불리는 다니엘은 샤드락(Shadrach), 메삭(Meshach), 아벳느고(Abednego)와 함께, 이방인의 신을 믿지 않고, 이방인의 고기와 술로 자신을 더럽히지 않겠다고 맹세하였다. 다니엘은 누구보다 우수했기에 왕의 시중을 들게 되었다.
기원전 604년 다니엘은 느부갓네살 왕이 본 꿈의 수수께끼를 밝혀낸 것으로 바빌론 전주의 장관으로 임명되었다.
이후 바빌론의 왕인 벨사살왕이 연회 중에 갑자기 사람의 손가락이 나타나 '메네 메네 데켈 우바르신'(히브리어: מנא מנא תקל ופרסין)이라는 글을 벽에 기록하였을 때 오로지 다니엘만 해석하였다. 바빌론이 페르시아에게 정복당한 후, 그는 다리우스 왕의 총애를 받아 높은 지위를 얻었지만, 다른 이들의 질투를 받았다. 다니엘을 질투한 이들은 30일동안 다리우스 왕을 제외한 그 어떠한 신이나 사람을 섬기면 안된다는 칙령을 요구했다. 그러나 다니엘은 칙령이 발표된 후에도 하루에 3번 하느님께 기도했고, 결국 사자굴에 던져졌다. 하지만 다니엘은 그 안에서 기도의 힘으로 죽지 않고 살아 나왔다.

## 배경
다니엘의 이름은 '하느님(엘)이 나의 심판자'라는 뜻이다. 가장 잘 알려진 다니엘은 꿈을 해석하고 묵시적인 환상을 받는 다니엘서의 영웅이지만, 성경에서는 이 이름을 가진 다른 세 사람도 간략하게 언급한다.
1. 에스겔서(14:14, 14:20, 28:3)는 지혜와 의로 유명한 전설적인 다니엘을 가리킨다. 에스겔은 14장 14절에서 범죄한 이스라엘 땅에 대해 “비록 노아, 다니엘, 욥 이 세 사람이 거기 있을지라도 그들은 자기의 의로 자기의 생명만 건지리라”고 말한다. 28장에서 에스겔은 두로 왕을 조롱하며 "네가 다니엘보다 지혜롭느냐"고 수사적으로 묻는다. 다니엘서의 저자는 지혜로 유명한 이 전설적인 인물을 자신의 중심 인물로 삼은 것으로 보인다.
2. 에스라서(8:2)에는 에스라와 함께 바벨론에서 예루살렘으로 갔던 다니엘이라는 제사장이 언급되어 있다.
3. 역대상상(3:1)에는 다니엘이라는 다윗의 아들이 언급되어 있다.

## 다니엘의 죽음과 무덤
다니엘서에서 다니엘에 대한 마지막 언급은 고레스 제3년에 기록된다(다니엘 10:1). 랍비 자료에 따르면 그는 페르시아 왕 아하수에로의 통치 기간에 살아 있었지만 사악한 총리 하만에게 살해당했다.
1세기 유대인 작가 요세푸스(Josephus)는 다니엘의 시신이 파르티아의 엑바타나에 있는 한 탑에 메디아와 페르시아 왕들의 시신과 나란히 누워 있다고 보고했다. 나중에 유대인 당국은 그가 수사에 묻혔으며 그의 집 근처에는 솔로몬 성전의 그릇들이 숨겨져 있었다고 말했다. 무슬림 소식통은 무슬림들이 그의 시신을 발견했거나 추정상 그의 신경과 혈관이 들어 있는 상자와 책, 지방 한 병, 두 마리의 사자가 핥는 남자의 이미지가 새겨진 인장 반지를 발견했다고 보도했다. 시신은 다시 묻혔고, 시신을 묻은 사람은 그 자리가 드러나지 않도록 목을 잘랐다.
오늘날 다니엘의 무덤이 있는 도시는 바빌론, 이라크의 키르쿠크, 무크다디야, 이란의 수사와 말라미르, 우즈베키스탄의 사마르칸트 등 6개 도시이다. 가장 유명한 곳은 쉿 다니엘(Shush-e Daniyal)로 알려진 유적지인 수사(Susa)에 있는 것이다. 유대 전통에 따르면 그 도시의 부자와 가난한 사람들은 시체를 소유하기 위해 다투었고, 따라서 관은 강 중앙의 사슬에 매달려 있었다. 근처에는 하느님을 믿는 모든 사람에게 열려 있는 기도의 집이 세워졌고, 강 상류와 하류 일정 거리에서는 고기잡이가 금지되었다. 그 강의 부분에서 헤엄치는 물고기는 머리가 금처럼 빛나고, 신성한 구역에 들어간 불경건한 사람들은 기적적으로 강에 빠져 죽었다. 오늘날까지 이 무덤은 인기 있는 순례지이다.

## 역사성
다니엘(Dn'il 또는 Danel)은 우가리트의 아크하트(Aqhat) 전설에 나오는 인물의 이름이기도 하다. 우가릿은 기원전 1200년경에 파괴된 가나안 도시였다. 이 이야기가 담긴 서판의 날짜는 기원전 1350년경이다. 이 전설 속의 다니엘은 의로움과 지혜로 유명하며 라파우(Rpʼu)의 사람으로 기록되었는데, 라파우는 부족 또는 신으로 해석된다. 부족으로 해석되어지는 경우, 같은 의미를 가진 역대상 7:25의 에브라임 지파의 레바 족속과 연결지어지며, 신으로 해석되어지는 경우, 하닷과 아스타르테와 함께 재판하는 신이자 엘과 동일한 신이었을 것으로 추정된다. 라파우라는 단어 자체는 성서의 에브라임 지파의 레바와 르바임과 같은 기원을 가진 단어이며, 우가리트 문헌에서 신들을 지칭하거나 죽은 자를 가리키는데 사용되었는데, 성서에서 역시 후자의 경우와 동일하게 죽은 자를 가리키는데 해당 단어를 사용한 경우들을 확인할 수 있다. 우가리트의 다른 문헌에서 다니엘은 이 라파우라는 신에게 음식을 바치고 그를 위해 잔치를 배푸는 것으로 기록되었다. 참고로, 아크하트 전설에서 다니엘의 딸의 이름은 푸갓투(Puġat)로, 출애굽기 속 히브리 산파 부아(Puah)와 같은 이름이다.
아크하트 전설속 다니엘 역시 꿈과 환상을 통해 하느님의 뜻을 알게 된다. 에스겔이 훨씬 오래된 가나안 전설을 알고 있었을 것 같지는 않지만, 둘 사이에 어떤 연관성이 있다고 가정하기도 한다. 다니엘서 전반부 이야기의 저자들도 우가릿 다니엘에 대해 알지 못했을 것이며 그들의 영웅의 이름을 에스겔에게서 따왔을 것으로 추정한다. 후반부 환상의 저자는 차례로 이야기에서 영웅의 이름을 따왔다.

## 같이 보기
- 다니엘서

## 참조
1. ↑  다니엘 1장 4절
2. ↑  다니엘 1장 8절
3. ↑  Coogan, Michael David; Smith, Mark S., eds. (2012). Stories from ancient Canaan (2nd ed.). Louisville, KY: Westminster John Knox Press. p. 59. ISBN 978-0-664-23242-9.
4. ↑  Coogan, Michael David; Smith, Mark S., eds. (2012). Stories from ancient Canaan (2nd ed.). Louisville, KY: Westminster John Knox Press. p. 59. ISBN 978-0-664-23242-9.
5. ↑   Margalit, Baruch (1989). The Ugaritic poem of Aqht: text; translation; commentary. Berlin: de Gruyter. ISBN 0-89925-472-1. p. 3.